# Streetball nos Jogos Asiáticos em Recinto Coberto de 2009
As competições de streetball nos Jogos Asiáticos em Recinto Coberto de 2009 ocorreram entre 31 de outubro e 6 de novembro. Foram disputados os torneios masculino e feminino.

## Calendário
| Outubro/Novembro | 28 | 29 | 30 | 31 | 1 | 2 | 3 | 4 | 5 | 6 | 7 | 8 | Finais |
| ---------------- | -- | -- | -- | -- | - | - | - | - | - | - | - | - | ------ |
| Streetball       |    |    |    |    |   |   |   |   | 1 | 1 |   |   | 2      |

## Medalhistas
| Evento    | Ouro                                                                                     | Prata                                                                              | Bronze                                                                                       |
| Masculino | Mehdi Kamrani Hamed Afagh Oshin Sahakian Samad Nikkhah Bahrami IRI Irã                   | Faisal Al-Dawsari Jaber Kabe Ayman Al-Muwallad Hani Al-Mohammed KSA Arábia Saudita | Chaiwat Kaedum Kraiwit Wetwittayakit Darongpan Apiromvilaichai Pratya Kruatiwa THA Tailândia |
| Feminino  | Juthathip Mathuros Juthamas Jantakan Charothai Suksomwong Penphan Yothanan THA Tailândia | Geethu Anna Jose Anitha Paul Durai Raspreet Sidhu Prashanti Singh IND Índia        | Trat Thi Nguyet Nga Dao Thi Yen Ngoc Nguyen Thi Minh Cam Nguyen Thi Ngoc Ha VIE Vietnã       |

## Resultados

### Masculino

#### Primeira fase
| Grupo A | Grupo A   | Grupo A | Grupo A | Grupo A |
| Pos.    | País      | Pts.    | J       |         |
| ------- | --------- | ------- | ------- | ------- |
| 1       | Tailândia | 10      | 5       |         |
| 2       | Índia     | 9       | 5       |         |
| 3       | Kuwait    | 8       | 5       |         |
| 4       | Jordânia  | 7       | 5       |         |
| 5       | Nepal     | 6       | 5       |         |
| 6       | Catar     | 5       | 5       |         |

| Jordânia  | 29-34 | Tailândia |
| Catar     | 16-34 | Índia     |
| Nepal     | 9-34  | Kuwait    |
| Tailândia | 34-32 | Índia     |
| Nepal     | 11-33 | Jordânia  |
| Catar     | 18-33 | Kuwait    |
| Tailândia | 35-11 | Nepal     |
| Catar     | 13-33 | Jordânia  |
| Kuwait    | 30-34 | Índia     |
| Jordânia  | 29-33 | Kuwait    |
| Catar     | 15-34 | Tailândia |
| Nepal     | 14-33 | Índia     |
| Jordânia  | 32-34 | Índia     |
| Kuwait    | 27-33 | Tailândia |
| Catar     | 28-33 | Nepal     |

| Grupo B | Grupo B        | Grupo B | Grupo B | Grupo B |
| Pos.    | País           | Pts.    | J       |         |
| ------- | -------------- | ------- | ------- | ------- |
| 1       | Irão           | 8       | 4       |         |
| 2       | Arábia Saudita | 7       | 4       |         |
| 3       | Vietname       | 6       | 4       |         |
| 4       | Uzbequistão    | 5       | 4       |         |
| 5       | Afeganistão    | 4       | 4       |         |

| Afeganistão    | 7-34  | Arábia Saudita |
| Uzbequistão    | 31-34 | Vietname       |
| Afeganistão    | 6-33  | Irão           |
| Vietname       | 28-31 | Arábia Saudita |
| Arábia Saudita | 24-33 | Irão           |
| Afeganistão    | 18-34 | Uzbequistão    |

#### Segunda fase
|  | Semifinais     | Semifinais |    |           | Final          | Final |  |
|  |                |            |    |           |                |       |  |
|  | 05/nov         |            |    |           |                |       |  |
|  | Tailândia      | 28         |    |           |                |       |  |
|  | Arábia Saudita | 34         |    |           |                |       |  |
|  |                |            |    |           |                |       |  |
|  |                |            |    |           | 06/nov         |       |  |
|  |                |            |    |           | Arábia Saudita | 9     |  |
|  |                | Irão       | 33 |           |                |       |  |
|  |                |            |    |           |                |       |  |
|  |                |            |    |           |                |       |  |
|  |                |            |    |           | Terceiro lugar |       |  |
|  | 05/nov         | 05/nov     |    | 06/nov    | 06/nov         |       |  |
|  | Índia          | 19         |    | Tailândia | 35             |       |  |
|  | Irão           | 33         |    |           | Índia          | 27    |  |

### Feminino
| Pos. | País      | Pts. | J |
| ---- | --------- | ---- | - |
|      | Tailândia | 8    | 4 |
|      | Índia     | 7    | 4 |
|      | Vietname  | 6    | 4 |
| 4    | Jordânia  | 5    | 4 |
| 5    | Kuwait    | 4    | 4 |

| Kuwait   | 4-33  | Vietname  |
| Jordânia | 22-34 | Índia     |
| Jordânia | 18-34 | Tailândia |
| Vietname | 13-33 | Índia     |
| Índia    | 32-33 | Tailândia |
| Jordânia | 34-0  | Kuwait    |
| Índia    | 32-33 | Tailândia |
| Kuwait   | 0-34  | Jordânia  |
| Kuwait   | 10-35 | Índia     |
| Vietname | 22-33 | Tailândia |
| Jordânia | 29-34 | Vietname  |
| Kuwait   | 15-33 | Tailândia |